# A8 (автомагистраль, Германия)
Автомагистраль A8 (нем. Bundesautobahn 8, сокр. Autobahn 8 или A8) — автомагистраль в Германии.
Автомагистраль начинается на границе с Люксембургом, от люксембуржской дороги A13 и заканчивается на границе с Австрией около Зальцбурга, где переходит в австрийскую West Autobahn.
Также разные участки автобана является частью европейских дорог: E29, E45, E52, E60.
Автомагистраль не является непрерывной — участок который должен был проходить через Пфальцский Лес не был построен.

## История
Строительство дороги началось в 30-е годы.
- Дорога около Штутгарта
- A8 в направление Карлсруэ
- A8 около озера Seehamer See, 40km на юго-восток от Мюнхена